# Aachen (fri rigsstad)
 For alternative betydninger, se Aachen (flertydig). (Se også artikler, som begynder med Aachen)
Den frie rigsstad Aachen, også kendt under det franske navn Aix-la-Chapelle, var en fri rigsstad i det tysk-romerske rige vest for Köln og sydøst for Nederlandene, i den Nederrhinske-vestfalske Rigskreds. Pilgrimsfærde, kroninger af tysk-romerske kejsere, en blomstrende industri og privilegier fra diverse kejsere gjorde byen til en af det tysk-romerske riges mest velstående købstæder.